# Robert Więckiewicz
Robert Więckiewicz (ur. 30 czerwca 1967 w Nowej Rudzie) – polski aktor filmowy i teatralny, członek Europejskiej Akademii Filmowej. Czterokrotny laureat Polskiej Nagrody Filmowej (2007, 2008, 2010, 2011) i dwukrotny laureat nagrody za pierwszoplanową rolę męską na Festiwalu Polskich Filmów Fabularnych (2007, 2012).

## Życiorys

### Wykształcenie
Ukończył technikum budowlane w Legnicy. W 1993 został absolwentem Wydziału Aktorskiego we Wrocławiu Państwowej Wyższej Szkoły Teatralnej im. Ludwika Solskiego w Krakowie. Podczas XI Festiwalu Szkół Teatralnych w Łodzi (1993), odbywającego się w Teatrze Studyjnym, otrzymał wyróżnienie za rolę Czasu w przedstawieniu Zimowa opowieść Williama Shakespeare’a w reżyserii Bogusława Kierca.

### Kariera teatralna
W profesjonalnym teatrze zadebiutował 31 grudnia 1991 w adaptacji scenicznej Ani z Zielonego Wzgórza Lucy Maud Montgomery w reżyserii Jana Szurmieja w Teatrze Polskim we Wrocławiu. W 1993, gdy funkcje dyrektora i kierownika artystycznego pełnili odpowiednio Zbigniew Jaśkiewicz i Jerzy Stasiuk, został etatowym aktorem Teatru Polskiego w Poznaniu. Wystąpił początkowo jako Wally Webb i Georg Gibbs w inscenizacji Naszego miasta Thorntona Wildera w reżyserii Jana Błeszyńskiego (1993) oraz jako Dionea w Dekameronie Giovanniego Boccaccia w reżyserii Jacka Bunscha (1994).
W latach 1995–1998 pozostał członkiem zespołu artystycznego poznańskiego Teatru Polskiego pod kierownictwem artystycznym Lecha Raczaka, gdzie otrzymał nagrodę krytyków poznańskich „Róża” dla najlepszych aktorów, przyznaną przez „Dziennik Poznański” (za 1996). W tamtym czasie wystąpił m.in. w adaptacji Edmonda Davida Mameta (1996) autorstwa Lecha Raczaka, gdzie zagrał u boku Janusza Stolarskiego, a także w przedstawieniu Noc Walpurgii albo Kroki Komandora Wieniedikta Jerofiejewa (1996) w reżyserii Waldemara Modestowicza, gdzie wystąpił u boku Andrzeja Szczytki i Waldemara Obłozy.
W latach 1999–2001 był etatowym aktorem Teatru Rozmaitości w Warszawie, gdzie grał u boku Stanisławy Celińskiej i Jacka Poniedziałka m.in. w Hamlecie Williama Shakespeare’a (1999) i Bachanatkach Eurypidesa (2001) w reżyserii Krzysztofa Warlikowskiego. W 2001 powrócił do poznańskiego Teatru Polskiego, by gościnnie wystąpić w Freiheit Wolności Leona Kruczkowskiego w reżyserii Pawła Łysaka.
Po 2001 był gościnnie związany Teatrem Montownia (2002), Teatrem Narodowym (2004) i Teatrem Polonia Krystyny Jandy, gdzie występował w spektaklach w reżyserii Agnieszki Glińskiej, Łukasza Kosa i Krzysztofa Materny. W 2003 podczas XLIII Kaliskich Spotkań Teatralnych otrzymał wyróżnienie za rolę Tytusa w przedstawieniu Testosteron Andrzeja Saramonowicza w reżyserii Agnieszki Glińskiej.

### Kariera filmowa
W produkcjach filmowych debiutował na początku lat 90. Początkowo grywał role epizodyczne i drugoplanowe w takich filmach jak Poznań '56 (1996) Filipa Bajona czy Ogniem i mieczem (1999) Jerzego Hoffmana. W 2003 wcielił się w Julka, jedną z głównych postaci czarnej komedii Ciało, w której zagrali również m.in. Rafał Królikowski, Bronisław Wrocławski i Zbigniew Zamachowski. Rok później wystąpił w komedii sensacyjnej Vinci u boku Jana Machulskiego i Borysa Szyca. Za rolę Roberta Cumińskiego („Cumy”) w filmie Vinci Juliusza Machulskiego otrzymał specjalne wyróżnienie podczas XIV Noir in Festival we Włoszech (2004).
W 2007 zagrał główne role w filmach Świadek koronny i Wszystko będzie dobrze. W pierwszym wcielił się w tytułową postać nawróconego gangstera, w drugim w wuefistę Andrzeja. Za te role otrzymał nagrodę dla najlepszego pierwszoplanowego aktora na Festiwalu Polskich Filmów Fabularnych. W kolejnych latach zagrał w nagradzanych i nominowanych do różnych nagród produkcjach: Ile waży koń trojański?, Lejdis, Dom zły, Różyczka i Pod Mocnym Aniołem.
W 2011 został obsadzony jako Leopold Socha, główny bohater W ciemności Agnieszki Holland, filmu nominowanego do Oscara dla najlepszego filmu nieanglojęzycznego. W 2013 zagrał Lecha Wałęsę w filmie Wałęsa. Człowiek z nadziei Andrzeja Wajdy, a w 2021 Czesława Kiszczaka w produkcji Żeby nie było śladów Jana P. Matuszyńskiego.

## Życie prywatne
Żonaty z teatrolog Natalią Adaszyńską. Mają syna Konstantego.

## Nagrody filmowe i telewizyjne
- 2007: Nagroda za pierwszoplanową rolę męską na Festiwalu Polskich Filmów Fabularnych (Wszystko będzie dobrze i Świadek koronny)
- 2007: „Złota Podkowa” za najlepszą rolę męską w serialu sensacyjnym na festiwalu filmowym Wakacyjne Kadry (Odwróceni)
- 2008: Orzeł za najlepszą główną rolę męską (Wszystko będzie dobrze)
- 2008: „Jańcio Wodnik” za najlepszą rolę męską na festiwalu filmowym Prowincjonalia (Wszystko będzie dobrze)
- 2009: Orzeł za najlepszą drugoplanową rolę męską (Ile waży koń trojański?)
- 2011: Orzeł za najlepszą główną rolę męską (Różyczka)
- 2012: Nagroda za pierwszoplanową rolę męską na Festiwalu Polskich Filmów Fabularnych (W ciemności)
- 2012: Orzeł za najlepszą główną rolę męską (W ciemności)
- 2013: „Srebrny Hugo” na Międzynarodowym Festiwalu Filmowym w Chicago (Wałęsa. Człowiek z nadziei)
- 2014: „Jańcio Wodnik” za najlepszą rolę męską na festiwalu filmowym Prowincjonalia (Pod Mocnym Aniołem)
- 2014: Wiktor 2013 w kategorii aktor telewizyjny[1]
- 2023: Nagroda za drugoplanową rolę męską na Festiwalu Polskich Filmów Fabularnych[1]

## Odznaczenia i wyróżnienia
W 2014 został przez prezydenta Bronisława Komorowskiego odznaczony Krzyżem Kawalerskim Orderu Odrodzenia Polski.
W tym samym roku wyróżniony Srebrnym Medalem „Zasłużony Kulturze Gloria Artis”. W 2009 otrzymał tytuł honorowego obywatela Nowej Rudy, a w 2019 Odznakę Honorową Powiatu Kłodzkiego.

## Filmografia
- 1993: Samowolka jako Romek
- 1994: Psy 2. Ostatnia krew jako złodziej samochodu
- 1996: Poznań 56 jako robotnik
- 1999: Ogniem i mieczem jako kozak
- 2000: M jak miłość jako Kosmala, człowiek „Złotego”
- 2000: Pół serio jako scenarzysta Mateusz
- 2000: Sezon na leszcza jako patolog
- 2001: Pieniądze to nie wszystko jako kominiarz na dachu
- 2002: Superprodukcja jako człowiek „Napoleona”
- 2002: Sfora: Bez litości jako Dziubiński „Dziobaty”
- 2002: Sfora jako Dziubiński „Dziobaty”
- 2002: Samo życie jako Karol Młynarczyk
- 2003: Fala zbrodni jako policjant Adam Kruczkowski
- 2003: Ciało jako Julek
- 2003: Męskie-żeńskie jako pijak
- 2004: Vinci jako Robert Cumiński „Cuma”
- 2005: Oficer jako Tadeusz Cypowicz „Cypa”
- 2006: Kryminalni jako Lesław Gradoń „Profesor”
- 2006: Francuski numer jako Leon
- 2006: Południe-Północ jako zakonnik, Kleń, grzybiarz, tirowiec, Maniek
- 2007: Świadek koronny jako Jan Blachowski „Blacha”
- 2007: Odwróceni jako Jan Blachowski „Blacha”
- 2007: Wszystko będzie dobrze jako Andrzej
- 2007: Wino truskawkowe jako Semen Wasylczuk
- 2008: Ile waży koń trojański? jako Darek Albrecht, były mąż Zosi
- 2008: Lejdis jako Marek Dywanik, narzeczony Łucji
- 2008: Londyńczycy jako Marcin Malec, mąż Ewy
- 2009: Dom zły jako prokurator Tomala
- 2009: Naznaczony jako Władysław Surmacz
- 2009: Nigdy nie mów nigdy jako Rafał
- 2009: Spokój w duszy jako Peter
- 2009: Londyńczycy 2 jako Marcin Malec, mąż Ewy
- 2009: Zero jako prezes
- 2010: Kołysanka jako Michał Makarewicz
- 2010: Różyczka jako Roman Rożek
- 2010: Trick jako Sieradzki
- 2010: Zwerbowana miłość jako Andrzej
- 2010: Śluby panieńskie jako Radost
- 2011: Wymyk jako Alfred Firlej
- 2011: Baby są jakieś inne jako Pucio
- 2011: 4:13 do Katowic jako Artur
- 2011: W ciemności jako Leopold Socha
- 2013: Wałęsa. Człowiek z nadziei jako Lech Wałęsa
- 2013: Ambassada jako Adolf Hitler
- 2014: Pod Mocnym Aniołem jako Jerzy
- 2014: Ziarno prawdy jako Teodor Szacki
- 2015: Król życia jako Edward
- 2016: Konwój jako sierżant Zawada
- 2018: 7 uczuć jako Miki, brat Adasia
- 2018: Kler jako ks. Trybus
- 2018: 1983 jako inspektor Anatol Janów
- 2018: Ślepnąc od świateł jako Jacek
- 2018: Jak pies z kotem jako Janusz
- 2019: Odwróceni. Ojcowie i córki jako Jan Blachowski „Blacha”
- 2019: Ja teraz kłamię jako manager
- 2021: Najmro. Kocha, kradnie, szanuje jako Barski
- 2021: Żeby nie było śladów jako generał Czesław Kiszczak[9]
- 2021: Wesele jako Ryszard Wilk
- 2022: Behawiorysta jako Gerard Edling „Behawiorysta”[13]
- 2022: Filip jako Staszek[14]
- 2023: Różyczka 2 jako Roman Rożek
- 2023: Kos jako rotmistrz Iwan Dunin
- 2023: Disco Boy jako Gawrił[15]
- 2023: Błazny występuje w roli samego siebie, w wizji Darka[16]
- 2025: Wzgórze psów jako Tomasz Głowacki
- 2025: Vinci 2 jako Robert Cumiński „Cuma”